# Kiyonobu Torii
Kiyonobu Torii (jap. 鳥居 清信 Torii Kiyonobu; ur. 1664 w Osace, zm. 1729 w Edo) – japoński malarz i drzeworytnik, twórca ukiyo-e. Założyciel szkoły Torii.

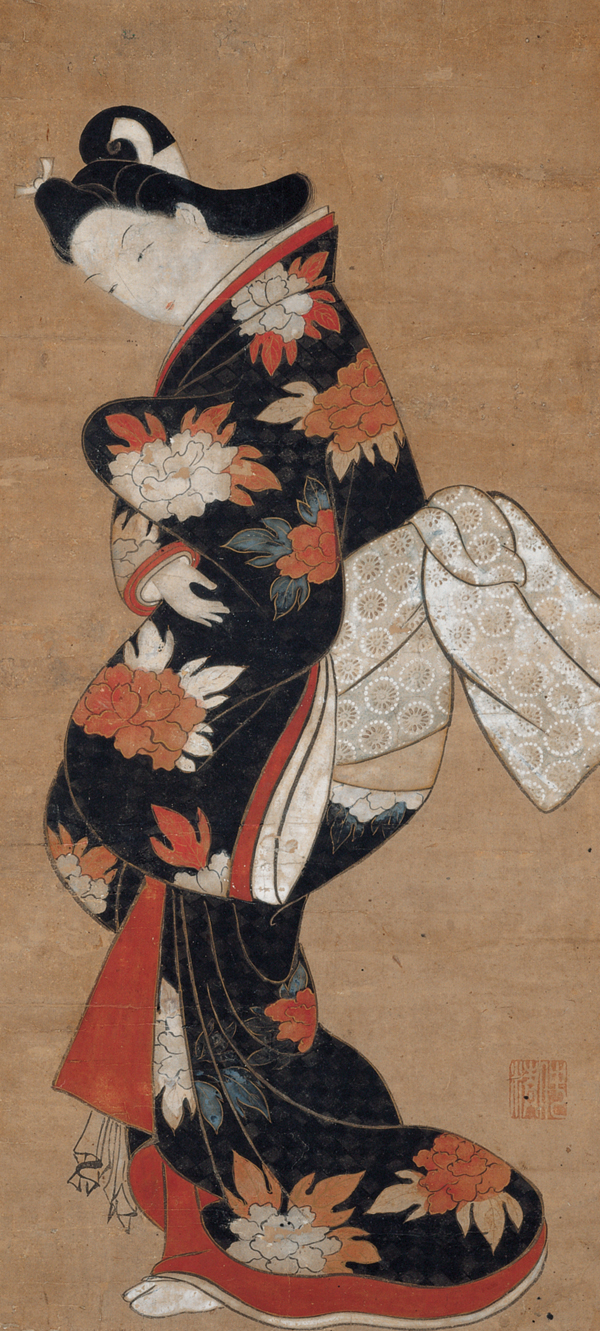
Kiyonobu Torii, Piękność w czarnym kimonie, ok. 1710-1720

Malarstwa uczył się u swojego ojca, Kiyomoto Torii. Zdobył sobie sławę, malując sceny z teatru kabuki i portrety aktorów. Wpływ na jego malarstwo wywarła twórczość szkół Kanō i Tosa. Malował przy użyciu technik sumizuri-e, tan-e i usushi-e. Jego styl charakteryzuje się ornamentyką i falistymi liniami.